# 布尔根兰州洛伊佩尔斯巴赫
布尔根兰州洛伊佩尔斯巴赫是奥地利布尔根兰州马特斯堡县的一个市镇。总面积8.53平方公里，总人口1259人，人口密度147.6人/平方公里（2013年）。